# بو أوتو
بو أوتو (بالإنجليزية: Bo Otto)‏ هو لاعب كرة قدم أمريكية أمريكي، ولد في 15 أغسطس 1903، وتوفي في 7 أكتوبر 1983.